# Frank Whittle

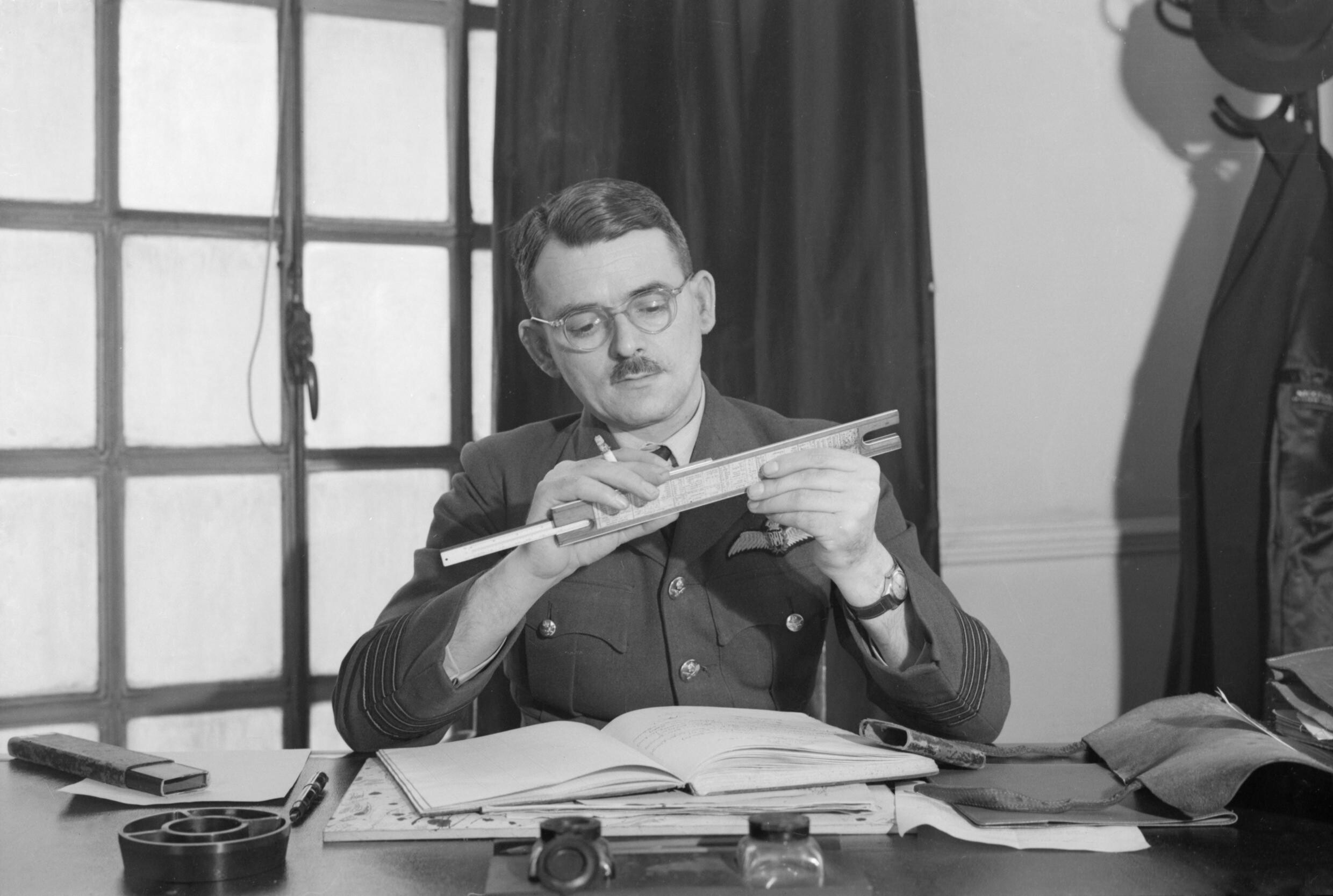
Frank Whittle (1943)

Sir Frank Whittle (ur. 1907, zm. 1996) – angielski konstruktor. Opatentował silnik turboodrzutowy. Frank Whittle wpadł na pomysł działania silnika odrzutowego w roku 1928 i w roku 1937 zbudował jego prototyp. Natomiast pierwszy udany samolot odrzutowy Heinkel He 178 został zbudowany w Niemczech przez Ernsta Heinkela w roku 1939.